# Điệp viên ẩn danh
Điệp viên ẩn danh (tựa gốc tiếng Anh: Spies in Disguise) là một phim hoạt hình thuộc thể loại hài, khoa học viễn tưởng và hành động về gián điệp của Hoa Kỳ năm 2019 được sản xuất bởi Blue Sky Studios và được phân phối bởi 20th Century Fox. Dựa trên bộ phim hoạt hình ngắn Bồ câu: Bất khả thi năm 2009 của Lucas Martell, phim được đạo diễn bởi Troy Quane và Nick Bruno (trong buổi ra mắt đạo diễn của họ) từ một kịch bản của Brad Copeland và Lloyd Taylor, và một câu chuyện của Cindy Davis. Phim có sự tham gia của các giọng ca Will Smith và Tom Holland, bên cạnh Rashida Jones, Ben Mendelsohn, Reba McEntire, Rachel Brosnahan, Karen Gillan, DJ Khaled và Masi Oka trong vai trò hỗ trợ. Cốt truyện kể về một đặc vụ bí mật (Smith), người vô tình biến thành chim bồ câu bởi một nhà khoa học trẻ thông minh (Holland); cả hai sau đó phải hợp tác để ngăn chặn một kẻ khủng bố từ tính tìm kiếm trả thù, và trả lại đặc vụ cho hình dạng con người của anh ta.
Bộ phim được công chiếu tại Rạp El Capitan vào ngày 4 tháng 12 năm 2019 và được phát hành tại Hoa Kỳ vào ngày 25 tháng 12 năm 2019. Nó đã thu được hơn 150 triệu đô la trên toàn thế giới và nhận được đánh giá tích cực từ các nhà phê bình, với lời khen ngợi hoạt hình, hành động, âm nhạc và cả việc lồng tiếng cho nhân vật của Smith và Holland.
Đây cũng là bộ phim cuối cùng của Blue Sky Studios trước khi xưởng phim này chính thức đóng cửa vào ngày 10 tháng 4 năm 2021.

## Cốt truyện
Lance Sterling, một điệp viên bí mật của H.T.U.V. (Honor, Trust, Unity và Valor), được gửi để phục hồi một cuộc tấn công drone từ đại lý vũ khí Nhật Bản Katsu Kimura tại Nhật Bản. Ngay khi người mua, tên khủng bố Killian được tăng cường trên mạng, đến, Sterling đã đột nhập theo lệnh của H.T.U.V. đạo diễn Joy Jenkins, đánh bại Kimura và đồng bọn, và trốn thoát bằng chiếc cặp chứa máy bay không người lái. Sterling trở lại với H.T.U.V. trụ sở để đối đầu với Walter Beckett, một nhà khoa học trẻ tuổi MIT tốt nghiệp và bị ruồng bỏ, vì đã trang bị vũ khí không gây chết người vào bộ đồ của mình. Walter cố gắng thuyết phục Sterling rằng có một cách hòa bình hơn để cứu thế giới, nhưng Sterling sa thải anh ta trước khi anh ta có thể giải thích phát minh mới nhất của mình: "che giấu khí động học".
Sterling phát hiện ra chiếc cặp bị bỏ trống và phải đối mặt với Marcy Kappel, một nhân viên lực lượng an ninh, người tiết lộ cảnh quay của Sterling (thực ra là Killian trong một hình ảnh ba chiều) rời đi với máy bay không người lái, gán cho anh ta là kẻ phản bội. Sterling thoát khỏi H.T.U.V. và quyết định truy tìm Walter để giúp anh ta biến mất. Trong khi đó, Killian đột nhập vào H.T.U.V. cơ sở vũ khí.
Trong khi tìm kiếm nhà của Walter cho phát minh của mình, Sterling vô tình ăn phải thứ pha chế và biến thành một con chim bồ câu. Trước khi Walter có thể bắt đầu làm thuốc giải độc để thay đổi anh ta, Marcy và H.T.U.V. Các đặc vụ đuổi theo bộ đôi này trong thành phố, nhưng họ trốn thoát trong chiếc xe gián điệp của Sterling. Cả hai theo dõi Kimura đến một khu nghỉ mát ở Playa del Carmen, Mexico. Ở đó, họ biết về nơi ở của Killian tại Venice, Ý trước Marcy và H.T.U.V. có thể chụp lại chúng Trên đường đến Venice, Walter cố gắng tạo ra thuốc giải độc, nhưng không thành công.
Đến Venice, Walter phải đối mặt với H.T.U.V., người không biết gì về tình trạng của Sterling. Tiết lộ rằng cô biết về Wendy, mẹ của Walter, một sĩ quan cảnh sát đã chết khi làm nhiệm vụ, Marcy cố gắng thuyết phục anh ta giúp Sterling chuyển đến, nhưng Walter từ chối. Đột nhiên, một máy bay không người lái đánh lạc hướng H.T.U.V. và cho phép Walter và Sterling trốn thoát. Hai người phát hiện ra chiếc drone mang theo H.T.U.V. cơ sở dữ liệu tác nhân và Walter quản lý để lấy nó. Tuy nhiên, Killian xuất hiện, lấy cơ sở dữ liệu và chuẩn bị giết Walter. Với sự giúp đỡ của hàng trăm con chim bồ câu ở khu vực xung quanh, chúng đánh lạc hướng Killian và chạy trốn. Ngụy trang thành Sterling một lần nữa, Killian thoát khỏi H.T.U.V., làm lung lay những nghi ngờ của Marcy về Sterling khi cô nhìn thấy anh ta với một bàn tay robot.
Trong khi ở dưới nước trong một chiếc tàu ngầm, Walter tiết lộ anh ta đã lắp một thiết bị theo dõi trên Killian và đặt anh ta tại cơ sở vũ khí. Walter quản lý để hoàn thiện thuốc giải độc và thành công biến con người Sterling trở lại. Tiếp cận nơi ẩn náu của Killian, Sterling lo ngại về sự an toàn của Walter và gửi anh ta đi dưới tàu ngầm. Khi vào trong, Sterling đối mặt với Killian, nhưng bị đánh bại và bị bắt khi Killian tiết lộ rằng anh ta đã sản xuất hàng trăm máy bay không người lái để nhắm vào mọi người trong cơ quan sử dụng cơ sở dữ liệu để trả thù giết chết phi hành đoàn của mình trong một nhiệm vụ trước đây do Sterling chỉ huy. Nhận thấy Walter trở lại trong tàu ngầm, Killian phá hủy nó; Không biết đến họ, Walter sống sót với sự giúp đỡ của một trong những phát minh của mình, cái ôm bơm hơi.
Khi Walter giải thoát Sterling, hai người trốn thoát và liên lạc với Marcy để được hỗ trợ khi máy bay không người lái tiếp cận H.T.U.V. trụ sở tại Washington D.C. Walter cố gắng đột nhập vào cánh tay bionic của Killian. Khi Killian nhận ra điều này, anh ta cố gắng chạy trốn bằng máy bay không người lái, nhưng Walter đã đuổi kịp. Walter mạo hiểm mạng sống của mình bằng cách nhốt Killian vào một trong những vật dụng bảo vệ của anh ta và vô hiệu hóa cánh tay của kẻ xấu khi anh ta ngã, nhưng Sterling, người đã biến mình trở lại thành một con chim bồ câu, lần đầu tiên bay thành công và đưa anh ta đến nơi an toàn với sự giúp đỡ của những con bồ câu khác, trong khi Killian bị phát hiện và bắt giữ.
Mặc dù cứu thế giới, Sterling, trở lại hình dạng con người và Walter bị sa thải vì bất tuân. Tuy nhiên, sau đó họ được phục hồi bởi H.T.U.V. vì cơ quan có thể học hỏi từ những cách xử lý nhân vật phản diện ôn hòa hơn của Walter.

## Lồng tiếng
- Will Smith lồng tiếng cho Lance Sterling, "điệp viên tuyệt vời nhất thế giới", người vô tình bị biến thành chim bồ câu.[9]
- Tom Holland lồng tiếng cho Walter Beckett, một thiên tài khoa học xã hội, tốt nghiệp MIT năm 15 tuổi và thiết kế các thiết bị. Anh ta vô tình biến Sterling thành một con chim bồ câu với một phát minh mới của mình và giờ phải giúp Sterling thay đổi hình dạng con người.
  - Jarrett Bruno lồng tiếng cho Walter khi còn nhỏ.
- Rashida Jones lồng tiếng cho Marcy Kappel, một nhân viên lực lượng an ninh của các vấn đề nội bộ đang theo đuổi Lance Sterling.
- Ben Mendelsohn lồng tiếng cho Killian, một kẻ chủ mưu khủng bố dựa trên công nghệ mạnh mẽ với một cánh tay bionic bên trái điều khiển một loạt các máy bay không người lái được vũ khí đe dọa thế giới. Killian là kẻ thù không đội trời chung của Sterling và mục tiêu nhiệm vụ chính của anh ta. Killian không bao giờ được xác định tại bất kỳ thời điểm nào trong phim, với các nhân vật chính tình cờ gọi anh ta là "Robo-Hand".
- Reba McEntire lồng tiếng cho Joy Jenkins, giám đốc của H.T.U.V. (viết tắt của Honor, Trust, Unity và Valor) và cấp trên của Sterling.[10]
- Rachel Brosnahan lồng tiếng cho Wendy Beckett, một sĩ quan cảnh sát và người mẹ quá cố của Walter.[10]
- Karen Gillan lồng tiếng cho Eyes, một chuyên gia H.T.U.V. phân tích quang phổ và nhiệt kế quang lượng tử được ghép đôi với Ears.[11]
- DJ Khaled lồng tiếng cho Ears, một chuyên gia H.T.U.V. về truyền thông được ghép đôi với Eyes.[11]
- Masi Oka lồng tiếng cho Katsu Kimura, một người buôn bán vũ khí Nhật Bản và là cộng sự của Killian.
- Carla Jimenez lồng tiếng cho Geraldine[12]
- Olly Murs lồng tiếng cho Điệp viên nhí #1 (Tin đồn)[13]
- Bex Marsh lồng tiếng cho du khách người Italy
- Peter S. Kim lồng tiếng cho Joon
- Stefania Spampinato lồng tiếng cho người phụ nữ Italy
- Eddie Mujica lồng tiếng cho Kế toán của đại lý và khách du lịch nam
- Emily Altman lồng tiếng cho Trưởng phòng Lab Tech, cô gái lái xe tay ga
- Claire Crosby lồng tiếng cho Thống nhất
- Randy Trager lồng tiếng cho Terrance
- Mark Ronson lồng tiếng cho Kỹ thuật viên phòng điều khiển cơ quan
- Matthew J. Munn lồng tiếng cho vai người lính phòng thí nghiệm vũ khí
- Kimberly Brooks lồng tiếng cho vai chiếc xe của Lance Sterling (Audi RSQ e-tron)
- Bajos lồng tiếng cho lễ tân
- Reggie De Leon làm vũ khí phòng thí nghiệm công nghệ
- Casey Roberts là giọng nói điều khiển khởi động
- Các nhân viên của cơ quan được lồng tiếng bởi Tawny Newsome, JB Blanc, Adrian Gonzalez, William Christopher Stephens, Bex Marsh, Peter S. Kim, Gabriel Conte, Jess Conte, Nick Bruno và Troy Quane.
- Đại lý của Marcy được lồng tiếng bởi JB Blanc, Christopher Campbell, Adrian Gonzalez, Peter S. Kim và William Christopher Stephens.
- Giọng nói của chim bồ câu được cung cấp bởi Jarrett Bruno, Nick Bruno, Randy Thom và Randy Trager.

## Sản xuất
Vào ngày 9 tháng 10 năm 2017, có thông báo rằng một bộ phim dựa trên phim hoạt hình ngắn Bồ câu: Bất khả thi (2009) đáng được sản xuất, với Will Smith và Tom Holland sẽ lồng tiếng cho các nhân vật chính.
Vào tháng 10 năm 2018, những sự bổ sung mới cho dàn diễn viên lồng tiếng bao gồm Ben Mendelsohn, Karen Gillan, Rashida Jones, DJ Khaled và Masi Oka. Vào tháng 7 năm 2019, Reba McEntire và Rachel Brosnahan cùng tham gia diễn xuất, và vào tháng 9 năm 2019, Carla Jimenez cũng đã tham gia vào.

## Nhạc phim

### Điểm số
Vào ngày 12 tháng 6 năm 2018, có thông tin rằng Theodore Shapiro đã được chuẩn bị để tổng hợp điểm của bộ phim. Album điểm của bộ phim được phát hành bởi Hollywood Records và Fox Music vào ngày 27 tháng 12 năm 2019.

### Nhạc phim (EP)
Vào ngày 11 tháng 6 năm 2019, Mark Ronson sẽ là người điều hành việc sản xuất âm nhạc của bộ phim. Người đứng đầu Fox Music, Danielle Diego bày tỏ sự phấn khích khi làm việc với Ronson, nói rằng "sự pha trộn độc đáo giữa tâm hồn cổ điển và funk của anh ấy thể hiện được linh hồn của (bộ) phim." Vào ngày 22 tháng 11 năm 2019, một bài hát gốc cho bộ phim có tên "Then there Were Two", được trình bày bởi Ronson và Anderson.Paak, đã được phát hành. Hai ngày sau, một album mở rộng đã được công bố, có tên Mark Ronson trình bày phần nhạc phim của Điệp viên ẩn danh và bao gồm thêm năm bài hát mới được viết cho bộ phim, cũng như "It Takes Two" của Rob Base & DJ E-Z Rock. Album được phát hành dưới dạng kỹ thuật số vào ngày 13 tháng 12 năm 2019 bởi RCA Records.

#### Danh sách nhạc
| STT              | Nhan đề               | (Nhiều) nghệ sĩ                     | Thời lượng |
| ---------------- | --------------------- | ----------------------------------- | ---------- |
| 1.               | "Freak of Nature"     | Mark Ronson & Dodgr                 | 3:27       |
| 2.               | "Then There Were Two" | Ronson & Anderson Paak              | 2:32       |
| 3.               | "Fly"                 | Lucky Daye                          | 2:43       |
| 4.               | "They Gotta Go"       | Lil Jon                             | 3:18       |
| 5.               | "Rocket Fuel"         | DJ Shadow và đặc biệt là De La Soul | 3:14       |
| 6.               | "It Takes Two"        | Rob Base & DJ E-Z Rock              | 5:00       |
| 7.               | "KNOCK KNOCK"         | Twice                               | 3:16       |
| 8.               | "Bye Bye Bye"         | NSYNC                               | 3:20       |
| 9.               | "Boom"                | NCT Dream                           | 3:15       |
| 10.              | "Follow"              | Monsta X                            | 3:33       |
| Tổng thời lượng: | Tổng thời lượng:      | Tổng thời lượng:                    | 23:30      |

## Phát hành
Bộ phim dự kiến được khởi chiếu vào ngày 18 tháng 1 năm 2019, bởi 20th Century Fox. Bộ phim chính thức được phát hành vào ngày 19 tháng 4 năm 2019, sau khi bị trì hoãn vào ngày 13 tháng 9. Vào ngày 10 tháng 5 bộ phim lại bị trì hoãn thêm một lần nữa, cho tới 25 tháng 12 năm 2019.
Điệp viên ẩn danh là phim phát hành đầu tiên của Blue Sky Studios với tư cách là một công ty con của Walt Disney, sau khi Disney mua Fox. Điều này cho phép khi mua vé đủ điều kiện cho điểm Disney Movie Insiders.
Bộ phim đã có buổi ra mắt với công chúng tại Nhà hát El Capitan ở Hollywood, vào ngày 4 tháng 12 năm 2019.

### Chiến dịch quảng cáo
Trailer và áp phích đầu tiên được phát hành vào ngày 1 tháng 11 năm 2018. Trailer thứ hai được phát hành vào ngày 1 tháng 7 năm 2019 và đoạn trailer cuối cùng được phát hành vào ngày 27 tháng 9 năm 2019, thông qua một đoạn trailer "siêu bí mật" được phát hành vào ngày 18 tháng 11.

## Sự đón nhận

### Doanh thu phòng vé
Tính đến  ngày 22 tháng 1 năm 2020, Điệp viên ẩn danh đã thu về 60,2 triệu đô la ở Hoa Kỳ và Canada cộng với 76 triệu đô la ở các lãnh thổ khác khiến cho doanh thu của phim đạt tổng 136,2 triệu đô la trên toàn thế giới.
Tại Hoa Kỳ và Canada, bộ phim được phát hành vào thứ Tư, ngày 25 tháng 12, cùng với Little Women và bản mở rộng của  Uncut Gems , và được dự kiến thu về 19 đến 23 triệu đô la từ 3.502 rạp trong cuối tuần mở cửa năm ngày. Bộ phim đã thu về 4,8 triệu đô la vào ngày lễ Giáng sinh và 4,1 triệu đô la vào ngày thứ hai. Nó đã tiếp tục kiếm được 13,2 triệu đô la trong cuối tuần khai trương, với tổng số 22,1 triệu đô la trong năm ngày Giáng sinh, kết thúc doanh thu ở vị trí thứ năm. Vào cuối tuần thứ hai, bộ phim đã kiếm được 10,1 triệu đô la, kết thúc ở vị trí thứ sáu. Vào cuối tuần thứ ba, nó đã thu về 5,1 triệu đô la, giảm 50,9% so với cuối tuần trước và kết thúc ở vị trí thứ 10 chung cuộc.

### Phản ứng từ cộng đồng
Trên trang web tổng hợp đánh giá Rotten Tomatoes, bộ phim giữ tỷ lệ phê duyệt 76% dựa trên 107 đánh giá và xếp hạng trên trung bình 6,46 / 10. Sự đồng thuận quan trọng của trang này là: "Một cuộc phiêu lưu hoạt hình vui vẻ không bị cản trở bởi dàn diễn viên lồng tiếng, Điệp viên ẩn danh hài hước, nhịp độ nhanh và thân thiện với gia đình đủ để thỏa mãn."  Metacritic đã cho bộ phim điểm số trung bình là 54 trên 100, dựa trên các nhà phê bình thứ 22, cho thấy "các đánh giá hỗn hợp hoặc trung bình". Khán giả được bình chọn bởi CinemaScore đã cho bộ phim đạt điểm trung bình "A -" theo thang điểm A + đến F, trong khi những người ở PostTrak cho điểm trung bình 3,5 trên 5 sao.
Peter Bradshaw của The Guardian đã cho bộ phim ba trên năm sao, gọi đó là "cuộc phiêu lưu gia đình giải trí" và ca ngợi giọng lồng tiếng của Smith và Holland.

### Giải thưởng
| Tên               | Ngày trao giải      | Danh mục                                                             | (Nhiều)Người nhận và (nhiều) người được đề cử | Kết quả      | Ref(s) |
| ----------------- | ------------------- | -------------------------------------------------------------------- | --- | ------------ | ------ |
| Quả cầu vàng      | 19 tháng 1 năm 2020 | Thành tựu nổi bật trong chỉnh sửa âm thanh - Hoạt hình               | Leff Lefferts, Jeremy Bowker, Randy Thom, Bjorn Ole Schroeder, Samson Neslund, David Farmer, Michael Silvers, Larry Oatfield, Chris Manning, Shelley Roden, John Roesch | Chưa công bố | [ 32 ] |
| Giải thưởng Annie | 25 tháng 1 năm 2020 | Thành tựu nổi bật về thiết kế nhân vật trong sản xuất phim hoạt hình | José Manuel Fernández Oli | Chưa công bố | [ 33 ] |
| Giải thưởng Annie | 25 tháng 1 năm 2020 | Thành tựu nổi bật về âm nhạc trong sản xuất phim hoạt hình           | Mark Ronson, Theodore Shapiro | Chưa công bố | [ 33 ] |